# Station Styal
Styal is een spoorwegstation van National Rail in Styal, Cheshire East in Engeland. Het station is eigendom van Network Rail en wordt beheerd door Northern Rail. 